# Barbican du miombo
Tricholaema frontata
Espèce
Statut de conservation UICN

 LC  : Préoccupation mineure
Le Barbican du miombo (Tricholaema frontata) est une espèce d'oiseaux de la famille des Lybiidae.

## Répartition

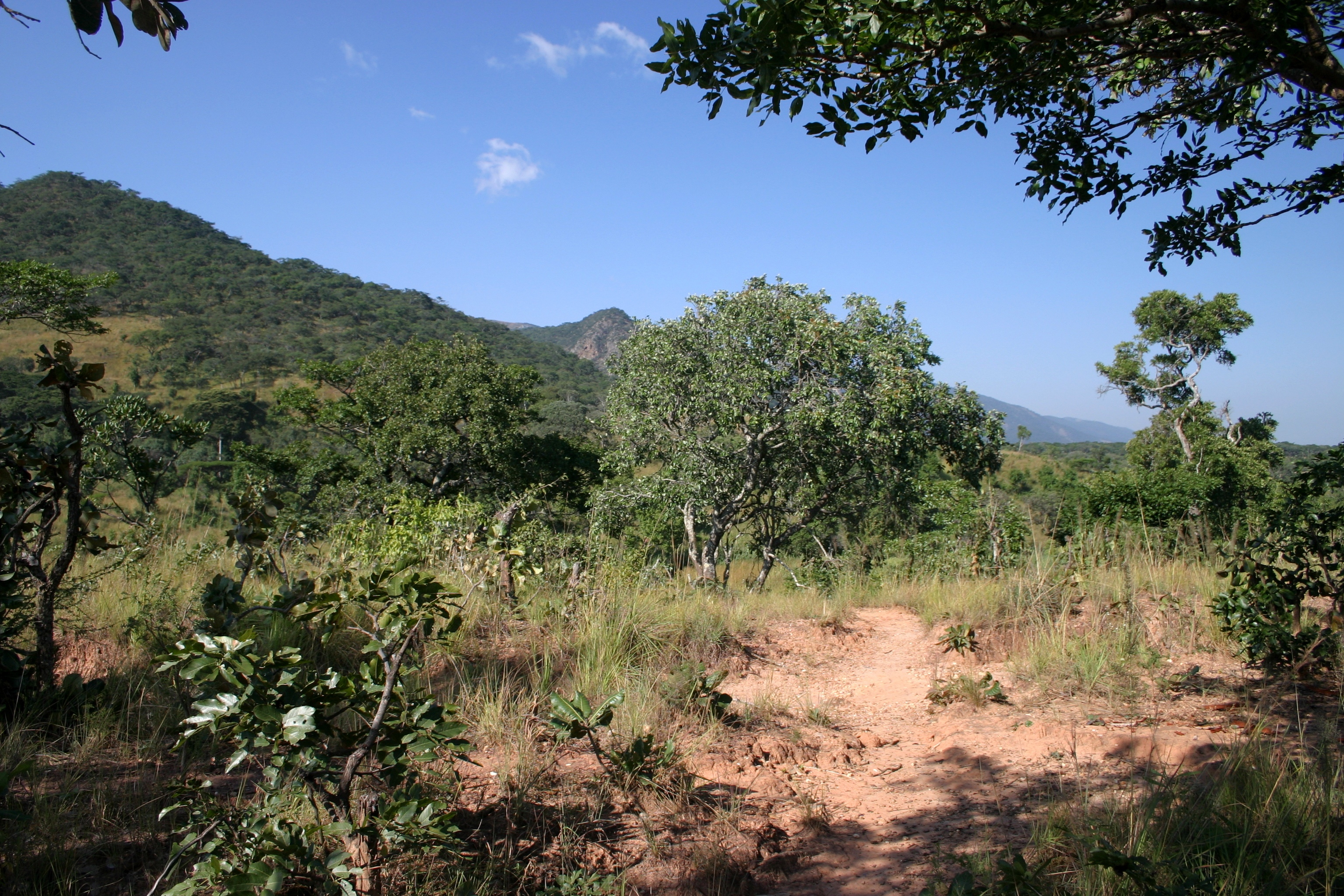
miombo

Son aire s'étend à travers le miombo.